# Echestrato
Echestrato (in greco antico: Ἐχέστρατος?, Echéstratos; Sparta, ... – XI secolo a.C.) è stato un re di Sparta, della dinastia degli Agiadi.
La sua figura è leggendaria. Secondo Pausania, era figlio del predecessore Agide I e padre del successore Labota.